# Hangkun Strian

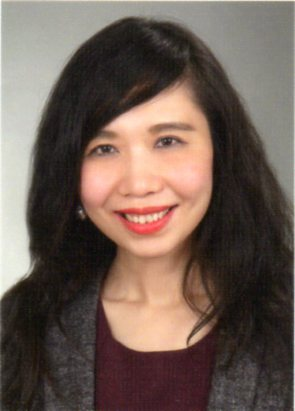
Hangkun Strian

Hangkun Strian (吕恒君) ist eine Sinologin. Sie arbeitet als selbständige Wissenschaftlerin, freie Autorin und Übersetzerin in Berlin. Ihre Forschungsschwerpunkte umfassen die chinesische Literaturgeschichte sowie die taiwanesische Literaturgeschichte im Kontext des Poststrukturalismus; unabhängige historische Dokumentarfilme in China; Geopolitik und Internationale Beziehungen in Ostasien und im asiatisch-pazifischen Raum einschließlich des technologischen und wirtschaftlichen Wettbewerbs zwischen China und den USA, sowie das kulturelle Bewusstsein des Katholizismus in China im Rahmen der Spatial Turn Theorie.

## Leben
Hangkun Strian hat Germanistik, Linguistik und Sinologie in Peking, Seoul und Berlin studiert und 2016 an der Humboldt-Universität zu Berlin mit einer Promotion in Sinologie (Dr. Phil.) abgeschlossen. Sie hat zahlreiche Bücher, Artikel und Vorträge international veröffentlicht. 2023 wurde sie vom Deutschen Übersetzersfonds (im Rahmen von „Neustart Kultur“ aus Mitteln der Beauftragten der Bundesregierung für Kultur und Medien) als erste Übersetzerin der kommentierten Ausgabe von Johann Wolfgang Goethes Sprüche in Prosa, sämtliche Maximen und Reflexionen (Band 13 der sämtlichen Werke von Goethe, erschienen beim Deutschen Klassiker Verlag, Frankfurt am Main, 1993) ausgezeichnet.

## Schriften

### Hauptwerke (Auswahl)
- Die Schriftstellerin Zhang Ailing und ihre Studien und Kommentare zum Roman “Der Traum der roten Kammer”. Monographie. Frankfurt am Main / New York: Peter Lang International Academic Research, 09.2016, ISBN 978-3-631-67561-8
- 基于空间及空间转向理论看天主教在中国的本土化 (Lokalisierung und Inkulturation des Katholizismus in China anhand der Theorie des Spatial Turn), In: Jahrbuch 2020 des Katholischen Theologischen und Philosophischen Instituts Sichuan, VR China.
- 異口同「聲」——探索臺灣現代文學創作的多元發展 (Exploring Sinophone polyphony – Voices of Modern Literature in Taiwan). Mitautorin. Taipei: Showwe-Verlag, 05.2022, Taiwan. ISBN 986-326-959-X, ISBN 978-986-326-959-5

### Übersetzungen (Auswahl)
- Vorrede des Albtraums der roten Kammer (《红楼梦魇》自序). In: Die Schriftstellerin Zhang Ailing und ihre Studien und Kommentare zum Roman “Der Traum der roten Kammer”, S. 219–228. Frankfurt am Main / New York: Peter Lang International Academic Research. 09.2016
- 德国总统圣诞致辞：民主体制的强大，取决于倾听，辩论和妥协 (Die Stärke einer Demokratie beruht auf Zuhören, Diskussion und Kompromiss, die Weihnachtsansprache des Bundespräsidenten Frank-Walter Steinmeier 2018) 端传媒, 香港 (Initium Media, Hongkong), 27.12.2018.
- Johann Wolfgang Goethe: Sprüche in Prosa, sämtliche Maximen und Reflexionen (Band 13 der Goethes sämtlichen Werke vom Deutschen Klassiker Verlag, Frankfurt am Main 1993), erste Übersetzerin der kommentierten chinesischen Ausgabe, ausgezeichnet vom Deutschen Übersetzerfonds im Rahm der „Neustart Kultur“ aus Mitteln der Beauftragten der Bundesregierung für Kultur und Medien, 03.2023.

### Medien Artikel (Auswahl)
- 马英九“登陆”的历史意义 (Die historische Bedeutung von Taiwans ehemaligen Präsidenten Ma Ying-jeous Landung in Festlandchina), 07.04.2023, Deutsche Welle.
- 张爱玲、肖尔茨与柏林墙 (Eileen Chang, Olaf Scholz und die Berliner Mauer), 11.11.2022, Deutsche Welle.
- 六十年前，张爱玲的“前线”与“边城” (Vor sechzig Jahren: Eileen Changs „Front“ und „Grenzstadt“), 22.08.2022, Deutsche Welle.
- 二舅的“活着”：中国式存在主义 („Das Leben von meinen Onkel in Dorf“: Der chinesische Existentialismus), 07.08.2022, Financial Times.
- 不公不义的台湾”——纷争的时代悲音 („Ungerechtes Taiwan“: Die tragischen Klänge einer konfliktreichen Ära), 19.01.2022, Deutsche Welle.
- 《无尽前沿法案》究竟想达到什么目的？(Welches Ziel verfolgt der „Endless Frontier Act“ eigentlich?), 19.05.2021, Deutsche Welle.
- 从危机机制角度看特朗普感染新冠病毒 (Aus der Perspektive der Krisenmechanismen: Die Infektion von Donald Trump mit dem Coronavirus), 06.10.2020, Financial Times.
- 香港反修例运动: 身份认同 (Identitätsbildung der Hongkong-Proteste gegen das Auslieferungsgesetz). 14.09.2019, United Morning News of Singapur.
- “个人的”何为“政治的”？- 第69届柏林电影节深度解读 (Persönlich jedoch Politisch? – Eine ausführliche Interpretation der 69. Berlinale), 05.03.2019, Financial Times.
- 金庸武侠传奇，一场集体无意识的文化迷梦 (Die legendären Kämpfenkunst-Erzählungen von Jin Yong: Eine kollektive unbewusste Kulturillusion). 05.11.2018, Initium Media, Hongkong, zitiert von Deutscher Welle am 12.11.2018.

### Vorträge (Auswahl)
- 传统社稷与个人空间的张力：浅析唐诗《长恨歌》的梦境处理手法 (Die Spannung zwischen traditionellem Staatskult und persönlichem Raum: Eine Analyse der Traumdarstellungstechniken im Tang-Gedicht „Song of Everlasting Regret“), International Conference „Dream and Reality in Tang Poetry“, 06.11.2021, Universität Trier / Universität Münster 20.09.2019
- Inkulturation der Katholischen Kirche in Südwest China – eine Analyse des Spatial Turn am Beispiel der St. Johns Kirche in Chongqing. 04.11.2020, Fakultät für Ostasienwissenschaften, Ruhr-Universität Bochum
- Die Katholische Kirche in Südwestchina – am Beispiel der St. Johns Kirche in Chongqing. 16.11.2019, Universität Heidelberg.
- Zhang Ailing's Taiwan image – a contradictory Taiwan perspective. 20.09.2019, Universität Trier.
- Filmzensur in China. 01.03.2019, Freie Universität Berlin.
- Mobilität: Entstehung, Entwicklung und Verbreitung der unabhängigen Dokumentarfilme Chinas seit 1990. 30.11.2018, Technische Universität Berlin.

### Interviews (Auswahl)
- Radio Interview: Die Welt der Kämpfenkunst von Jin Yong: 金庸的武侠世界, 11.29.2020, Himalaya Radiosender
- Chinas weiter Weg zur Fußball-Weltmacht, 03.11.2022, Deutsche Welle.